# Nigidius helleri
Nigidius helleri es una especie de coleóptero de la familia Lucanidae.

## Distribución geográfica
Habita en Malaya, Borneo, Sumatra y Java.